# Liebesdenkmal (Leipzig)

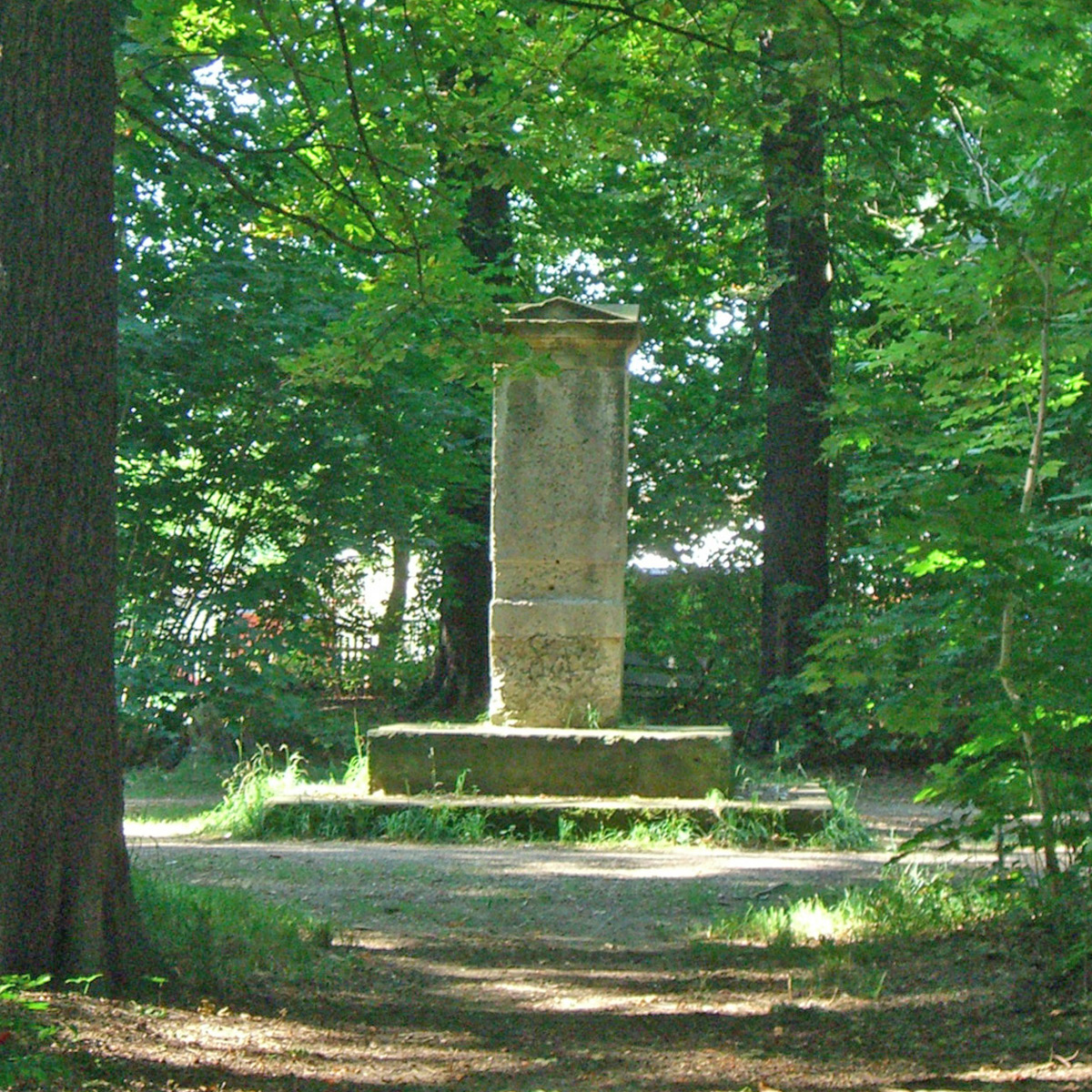
Das Liebesdenkmal im Hahnholz in Leipzig-Kleinzschocher

Das Liebesdenkmal (auch Freundschaftsstein) ist eine im Revier Hahnholz im Leipziger Auenwald im Stadtteil Kleinzschocher befindliche, stark verwitterte Sandsteinsäule. Es steht unter Denkmalschutz.
Die Säule ruht auf einem Sockel und ist über zwei Meter hoch. Am Kopfteil weist sie Verzierungen im Biedermeier-Stil auf. Darunter sind auf zwei gegenüberliegenden Seiten die Worte „Liebe“ und „Freude“ mit Mühe zu entziffern. Auf Ersteres bezieht sich der im Volksmund entstandene Name des Objekts.
1812 erwarb der Leipziger Kaufmann Johann David Förster (1747–1817) das Rittergut Kleinzschocher. Sein gleichnamiger Sohn gestaltete in den folgenden Jahren das nahe gelegene Hahnholz zu einem öffentlich zugänglichen Park um. Innerhalb dieses Vorhabens wurde auch das Liebesdenkmal errichtet. Der Park wurde in den 1920er Jahren in den Volkspark Kleinzschocher einbezogen.